# Polyandrocarpa abjornseni
Polyandrocarpa abjornseni is een zakpijpensoort uit de familie van de Styelidae. De wetenschappelijke naam van de soort is voor het eerst geldig gepubliceerd in 1928 door Michaelsen.